# Xã Towamensing, Quận Carbon, Pennsylvania
Xã Towamensing (tiếng Anh: Towamensing Township) là một xã thuộc quận Carbon, tiểu bang Pennsylvania, Hoa Kỳ. Năm 2010, dân số của xã này là 4.477 người.